# Аутопоэзис

Эшер «Рисующие руки»: визуализация аутопоэзисного взгляда на живые организмы

Аутопоэзис, также: аутопойезис, аутопоэз, автопоэзис (др.-греч. αὐτός ауто- — сам, ποίησις — сотворение, производство) — термин, введённый в начале 1970-х годов чилийскими учёными У. Матураной и Ф. Варелой, означающий самопостроение, самовоспроизводство, репликацию живых существ, в том числе человека, которые отличаются тем, что их организация порождает в качестве продукта их самих без разделения на производителя и продукт.
Единый критерий разграничения между живыми организмами и неживой материей в настоящее время отсутствует, и аутопоэзис является одним из ряда критериев этого разграничения, используемых большинством учёных.
При этом теория аутопоэзиса критикуется за практическое отсутствие связи с дарвинизмом и трудности в учёте воспроизводства живых существ.
В социальных науках концепция нашла приложение в работах Н. Лумана, а также ряда авторов, исследующих медиакоммуникации. Так, с помощью концепции исследуются социальные сети интернет-пространства.

## Сущность явления
Согласно теории У. Матураны и Ф. Варелы, живые существа отличаются «аутопоэзной организацией», то есть способностью к самовоспроизводству — к порождению, «строительству» самих себя: аутопоэзная система как бы «вытаскивает сама себя за волосы», создавая собственные компоненты. Аутопоэзные системы — это «системы, которые, в качестве единств, определяются как сети производства компонентов, которые (1) рекурсивно, через свои интеракции, генерируют и реализуют сеть, которая производит их; и (2) конституируют, в пространстве своего существования, границы этих сетей как компоненты, которые участвуют в реализации сети». Так, клетка производит компоненты своей мембраны, без которой клетка не могла бы ни существовать, ни производить эти компоненты. Именно аутопоэзная организация служит для У. Матураны и Ф. Варелы критерием, определяющим жизнь.
Исследователь искусственного интеллекта Бен Герцель в своей модели разума (psynet-модель) считает мысли, чувства и другие ментальные сущности аутопоэзными (самогенерирующимися) системами внутри «системы магов».

## История развития
В середине 1969 года Умберто Матурана написал текст «Нейрофизиология познания», в котором критиковалось применение идей информации и репрезентации для понимания биологической системы. Он доказывал необходимость концентрации внимания на внутренней связности нейронных процессов и рассмотрения нервной системы в качестве «закрытой системы». Данный текст стал предпосылкой создания теории аутопоэзиса.

Матурана и Варела разработали теорию аутопоэзиса за год с небольшим совместной напряжённой работы — с конца 1970 по конец 1971 года. Они пытались понять связь между циклической природой метаболизма живых существ и их когнитивной деятельностью. Эти учёные не были согласны с тем, что понятие информации играет ключевую роль для понимания устройства мозга и познания, и считали, что для понимания биологических процессов данное понятие не требуется. Матурана высказал идею, что нервная система живых существ способна спонтанно генерировать собственные условия отношения к окружающей среде. Термин «аутопоэзис» был впервые использован Варелой в мае 1971 года под влиянием Хосе М. Булнеса, опубликовавшего диссертацию о Дон Кихоте. Матурана и Варела использовали этот термин для обозначения абсолютно новой концепции. В переводе с греческого он означает буквально «самопроизводство». Согласно данной теории, живые системы сами себя организуют и обладают способностью сохранять свою идентичность в окружающей их среде. Аутопоэзис представляет собой минимальную форму автономии, которая является необходимой и достаточной характеристикой биологической жизни. Общепринятый критерий разграничения между живыми организмами и неживой материей в настоящее время отсутствует, и аутопоэзис является одним из ряда таких критериев, используемых различными учёными, техниками и исследователями жизни.

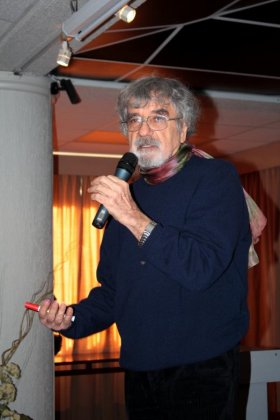
Чилийский биолог Умберто Матурана, соавтор теории аутопоэзиса

В ходе творческого сотрудничества состоявшегося зрелого учёного Матураны и молодого учёного Варелы первый опирался на свой богатый опыт, а второй вносил свежие идеи. К 15 декабря 1971 года они подготовили текст на английском языке под названием «Аутопоэзис и познание: организация живых существ» («Autopoiesis and Cognition: The Realization of the Living»). Первоначально научное сообщество отвергло эту работу. Матурана и Варела послали её к пяти издателям и во многие международные научные журналы, но все издатели и редакторы научных журналов заявили, что публикация данного текста невозможна. Поспособствовал публикации один из основоположников кибернетики и видных представителей конструктивизма Хайнц фон Фёрстер — когда Хайнц в 1973 году был в Чили, он помог существенно переписать текст предлагаемой статьи а затем передал текст в редакцию журнала «Biosystems», где он был членом редакционного совета. Статья была опубликована в журнале в 1974 году.

В дальнейшем Матурана и Варела продолжили попытки опубликовать результаты своей работы в виде книги, но получали от международных издательств многочисленные отказы в течение девяти лет. При этом многие учёные призывали Матурану и Варелу отказаться от бессмысленных спекуляций, какими им представлялись идеи теории аутопоэзиса. Книга была издана в 1980 году только после того, как идеи теории аутопоэзиса стали известными благодаря публикации нескольких статей в реферируемых научных журналах, докладам на международных научных конференциях и поддержке этой теории влиятельными учёными, в том числе Хайнца фон Фёрстера, который был первым учёным, который проявил интерес к этой теории.

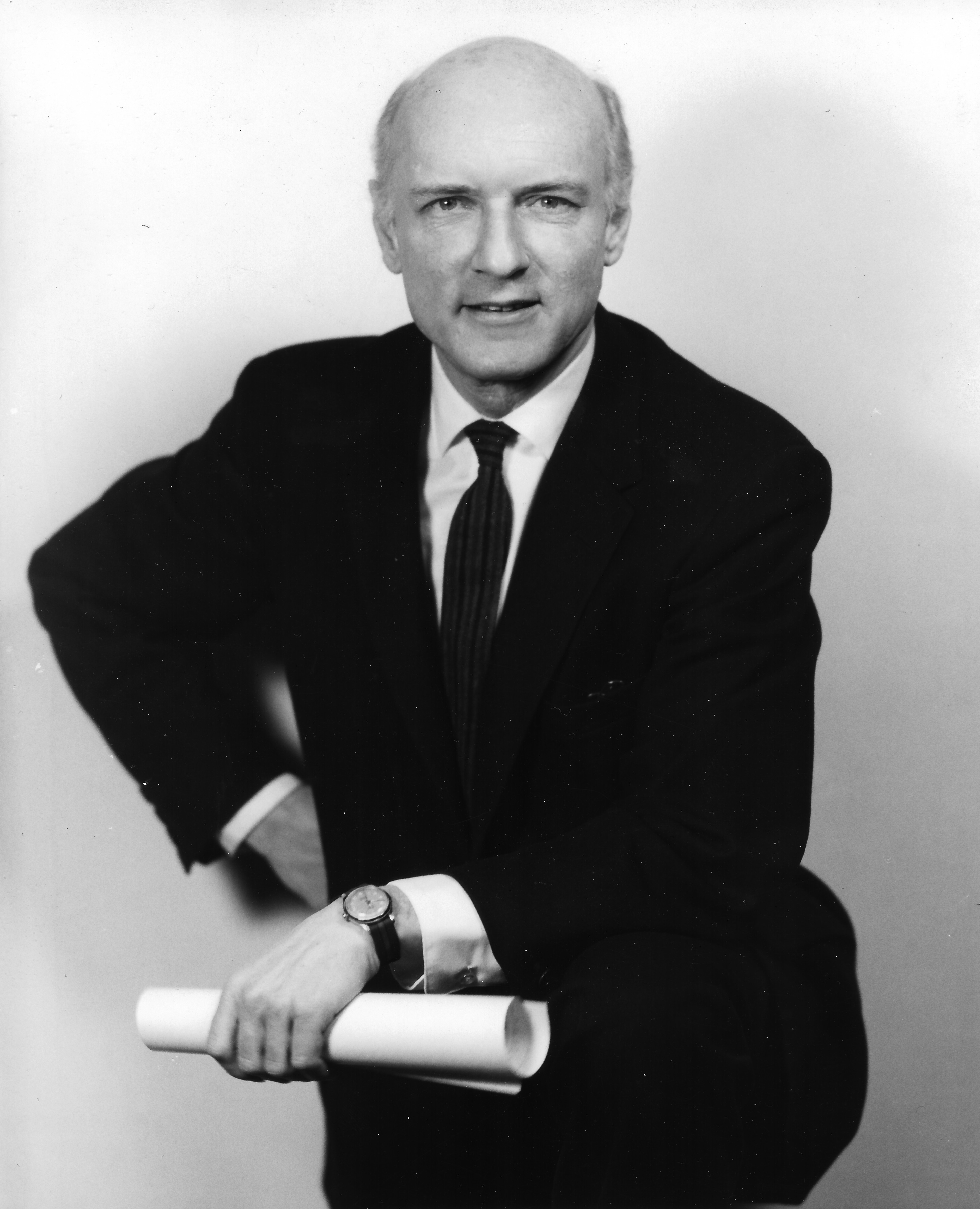
Один из основоположников кибернетики Хайнц фон Фёрстер, поспособствовавший первой публикации статьи об аутопоэзисе

В начале 1980-х годов теория аутопоэзиса получила признание научного сообщества, в частности, по данным Энциклопедии управления (Encyclopedia of Governance, 2006, под ред. Марка Бевира), существенную переработку и перенос в социальные науки она получила в работах Никласа Лумана, словарь континентальной философии (A Dictionary of Continental Philosophy, 2006, под ред. Джона Протеви) выделяет также роль Феликса Гваттари в адаптации концепции аутопоэзиса в социальных науках. При этом сам Франсиско Варела в одном из своих интервью высказался категорически против распространения биологических моделей аутопоэзиса на общественный уровень и использования моделей эмерджентности для осмысления социальных процессов. Варела и Матурана подчёркивали, что аутопоэзис всегда определяется в отношении каждой конкретной «машины» (объекта или системы). В то же время Варела полагал, что понятие аутопоэзиса является неотъемлемой частью общенаучной картины мира, а не только частной биологической картины мира. Варела делал упор на использовании понятия аутопоэзиса в когнитивной науке, а также в информатике, инженерии и робототехнике.
Основываясь на теории аутопоэзиса, Варела и Матурана разработали натуралистическую, нетрансцендентальную и учитывающую зависимость наблюдения от наблюдателя интерпретацию познания, языка и сознания. Эти учёные выступили против идеи существования абсолютно объективного мира и доказывали, что мир является плодом коллективной деятельности людей, состоящим из созданных в процессе социального взаимодействия при помощи языка индивидуальных миров, в которых они живут.
Концепция аутопоэзиса оказала значительное влияние за пределами теоретической биологии, в том числе на когнитивную науку, искусственный интеллект, семейную психотерапию, юриспруденцию и социологию.
Хотя первоначально аутопоэзис возник в качестве биологической теории, но в дальнейшем в результате распространения в научном сообществе он стал составной частью междисциплинарного течения — теории сложных систем (синергетики). В настоящее время теория аутопоэзиса используется в когнитивных науках, эпистемологии, социологии и иных социальных и гуманитарных областях.

## Критика
Теория подвергается различной критике по поводу использования термина в его изначальном понимании — как попытка определения и объяснения живого, и многих его расширенных трактовок, таких как применение его к самоорганизующимся системам в общем, или социальным системам в частности. Критика аргументируется тем, что термин не способен определить или объяснить живые системы, а также, что из-за использования самореферентности оно не опирается ни на одну внешнюю для него сущность. Это в действительности попытка подвести базу под радикальный конструктивизм или под солиптическую эпистемологию Матураны, или то, что Золо, Данило назвал «бездушной теологией». Примером может служить утверждение Матураны и Варелы что «мы не видим того, что мы не видим, а что мы не видим — не существует», или то, что реальность это изобретение наблюдающих. Модель аутопоэзиса, пишет Род Свенсон «таинственно отделено от физического мира своими прародителями … [и поэтому] базируется на солиптических основаниях, которые бросают вызов и здравому смыслу, и научному знанию».
Американский биолог и биофизик Стюарт Кауффман отметил близость теории аутопоэзиса к своей собственной теории автокаталитического набора и объяснил слабое влияние обеих этих теорий на мейнстримную биологию тем, что современная биология основывается не на теориях и концепциях, а на экспериментах. По его словам, большинство биологов относятся к Вареле и Матуране как к философам. Теория аутопоэзиса критикуется за практическое отсутствие связи с дарвинизмом и трудностях в учёте воспроизводства живых существ
Кристофер Ленгтон, один из основателей теории искусственной жизни, считает теорию аутопоэзиса просто иным способом систематизировать те вопросы, над которыми работает современная биология, не привнося ничего нового.
Американский биолог Линн Маргулис признала полезность теории аутопоэзиса для различения живого и неживого, но вместе со многими другими экспериментальными биологами выразила мнение, что следование философским аспектам теории Варелы влечёт за собой проблемы для биологов.